# Вакуумная металлургия
Вакуумная металлургия — собирательное название широкого круга металлургических операций, которые в целях получения высокой степени чистоты выходного продукта осуществляются в атмосфере очень низкого давления (в вакууме).
Изначально теоретическая идея удаления посторонних газов из расплавленного металла с помощью понижения давления высказывалась ещё в XIX веке, тем не менее из-за низкой мощности имеющейся тогда вакуумной техники первые промышленные попытки её использовать не дали положительных результатов. Однако вторая половина XX века ознаменовалась созданием нового поколения специального металлургического оборудования для поддержания в рабочем объёме давлений от 10 Па до 10 мкПа, что дало толчок к бурному развитию вакуумной металлургии. В настоящее время обработка металлов в вакууме осуществляется в ходе самых разных технологических процессов (среди которых литьё, плавка, рафинирование и другие), а также — во время различных их стадий. Методы вакуумной металлургии находят широкое применение в производстве высокочистых металлов и сплавов, например — тантала, ниобия, жаропрочных сплавов на базе кобальта и никеля, а также — других продуктов.
Снижение газового давления над расплавленным металлом предопределяет характер течения в газовой фазе многих процессов. При плавке металлов оно способствует регулированию содержания неметаллических включений, выводит из расплавленной массы посторонние примеси (свинец, цинк) и растворённые в ней газы (азот, кислород, водород). При литейных процессах оно способствует повышению качества отлитого металла благодаря отсутствию газов в заполненной металлом форме.
Основными показателями процессов вакуумной металлургии является минимальная остаточная концентрация примесей в выходном продукте, которая доводится до нужных значений регулированием разрежения над расплавом.